# Empty Goal
Als Empty Goal (deutsch: leeres Tor) wird eine Spielsituation im Handball bezeichnet. Sie ermöglicht es einer Mannschaft, den Handballtorwart durch einen zusätzlichen Feldspieler zu ersetzen.

## Bis 2016
Bis zum Jahr 2016 hatte die Internationale Handballföderation die Handballregel verbindlich festgelegt, dass „die Mannschaft [...] während des gesamten Spielverlaufs einen Spieler auf der Spielfläche als Torwart kennzeichnen“ muss.
Nur als Torwart gekennzeichnete Spieler dürfen den eigenen Torraum betreten.
Es war üblich, bei knappem Spielstand in der Schlussphase des Spiels den Torwart durch einen zusätzlichen Feldspieler zu ersetzen und somit den Angriff zu verstärken; der zusätzliche Spieler musste durch ein über das Trikot gezogenes Leibchen erkennbar sein. Der gekennzeichnete, zusätzliche Spieler musste bei einem Torerfolg oder einem Ballverlust seiner Mannschaft schnellstmöglich die Spielfläche für den Torwart verlassen oder selbst ins Tor gehen.

## Seit 2016
Seit 2016 gilt eine neue Regel bezüglich des Torwartersatzes durch einen zusätzlichen Feldspieler. Die Mannschaft muss nicht mehr während des ganzen Spiels einen Spieler als Torwart kennzeichnen. Neu festgelegt wurde, dass „[...] ein als Torwart gekennzeichneter Feldspieler jederzeit die Position des Torwarts einnehmen“ [kann]. Auch weiterhin dürfen also nur als Torwart gekennzeichnete Spieler den eigenen Torraum betreten.
Der Einsatz eines zusätzlichen Feldspielers statt des Torwarts ist auch in Unterzahl erlaubt. Spielt eine Mannschaft ohne Torwart, dürfen sich auf der Spielfläche gleichzeitig höchstens sieben Feldspieler befinden.
Somit bestehen zwei Möglichkeiten, den Torwart für einen zusätzlichen Feldspieler herauszunehmen:
- Einsatz eines zusätzlichen Feldspielers, der nicht durch ein Leibchen als Torwart gekennzeichnet ist. Nach einem Torerfolg oder Ballverlust kann jeder Feldspieler die Spielfläche für den Torwart verlassen. Das bietet die Möglichkeit, den Spieler, der der Auswechselzone am nächsten ist, für den ins Spiel zurückkehrenden Torwart herauszunehmen. Sobald die ohne Torwart spielende Mannschaft einen Abwurf bekommt, muss der Torwart wieder ins Spiel gebracht werden. Bei einem Torerfolg gegen die ohne Torwart spielende Mannschaft darf jeder Feldspieler des Teams den Ball wieder ins Spiel bringen. Dagegen ist das Betreten des eigenen Torraums durch einen nicht als Torwart gekennzeichneten Spieler mit dem Ziel, sich einen Vorteil zu verschaffen, zu bestrafen.
- Einsatz eines zusätzlichen Feldspielers, der mit einem Leibchen gekennzeichnet ist. Dieser Spieler darf auch im eigenen Torraum agieren. Soll der Torwart wieder ins Spiel zurückkehren, muss der gekennzeichnete Spieler für ihn den Platz verlassen.